# Академія вампірів (фільм)
Академія вампірів  (англ. Vampire Academy) — це фантастичний комедійний фільм жахів 2014 року режисера Марка Вотерса та сценарію Даніеля Вотерса, за мотивами однойменному романі Рішель Мід з 2007 року.  Головні ролі у фільмі зіграли Зої Дойч, Данило Козловський, Люсі Фрай та Домінік Шервуд. Він був випущений в Північній Америці 7 лютого 2014 р. Прем'єра в Україні відбулася 27 лютого 2014.    Фільм був розповсюджений у США компанією The Weinstein. 
Фільм зазнав фінансової невдачі, зібравши лише 15,4 мільйона доларів у всьому світі проти 30 мільйонів доларів, що зробило фільм касовим провалом.

## Сюжет
У світі все не зовсім так, як нам здається. Крім людей існують і інші істоти, наприклад, вампіри. І всі вони діляться на кілька рас: морої (чистокровні вампіри, які володіють магією), дампіри (напівкровки, зазвичай стають стражами) і стриги (не-мертві вампіри). Принцеса світу мороїв Василиса Драгомир і її найкраща подруга, дампірка Розмарі Хезевей збігають з академії Св. Володимира, через попередження своєї вчительки Соні Карп. Довгий час їм вдавалося ховатися, але ось одного разу за ними посилають стража Дмитра Бєлікова, який і привозить з назад в школу. Повернення в академію стає мукою для подруг. Ліссе намагається помститися Мія, нова дівчина її колишнього хлопця, яка терпіти не може Драгомиров; хтось підкидає їй мертвих тварин, пише на стіні кров'ю погрози; починаються проблеми через її стихії духу. Але принцеса знаходить свою любов мороя на ім'я Крістіан Озера, чиї батьки добровільно перетворили себе на стригів. Роза закохується в свого наставника, того самого сторожа Бєлікова. На одній з вечірок, завдяки своєму другові Мейсону Роза дізнається, що послання кров'ю були написані Мією і ще двома моройами. В цей час Ліссу викрадають. Завдяки однобічному зв'язку між подругами, про це дізнається Роза. Вона біжить по допомогу до Дмитра, але на ній був кулон, який їй подарував Віктор Дашков. На ньому було магічне заклинання жадання. Але Дмитро зміг подолати його, і вони, зібравши ще варту, відправляються за Ліссою, так як Дашков страждав на невиліковну хворобу, і тільки принцеса могла вилікувати його. Витівка не вдалася і Віктора садять в тюрму, але він переконує обернутися на стригу свою рідну доньку Наталю, щоб втекти. Саме вона вбивала тварин і підкладала їх Ліссі. Віктор розповів Розі про те, що вона померла, а Лісса оживила її, тим самим зробивши її «поцілуваною темрявою» і створивши між ними зв'язок, а в цей час Наталя вбиває варту і допомагає батькові звільнитися. Її вбиває Дмитро, Віктор схоплений, Роза важко поранена. Після всього, вона зустрічається з Беліковим в Академії. Дашков встиг розповісти, що заклинання не викликає бажання, воно лише посилює потяг. Це доводило, що у Дмитра до неї романтичні почуття. Він погоджується, але каже, що якщо дозволить собі любити її, то тоді не зможе захистити принцесу, так як кинеться захищати Розу.

## Саундтреки
14 січня 2014 року був представлений трек-лист офіційного саундтреку. Сам альбом був випущений 4 лютого 2014 року, включаючи треки таких виконавців, як Katy Perry, Iggy Azalea, Sky Ferreira, Natalia Kills та Au Revoir Simone.
| #   | Назва                  | Performer(s)                                    | Тривалість |
| --- | ---------------------- | ----------------------------------------------- | ---------- |
| 1.  | «In Your Grave»        | Jaymes Bullet                                   | 3:11       |
| 2.  | «Red Lips» (DSL Remix) | Sky Ferreira                                    | 3:50       |
| 3.  | «Nice and Slow»        | Max Frost                                       | 3:50       |
| 4.  | «Thea»                 | Goldfrapp                                       | 4:48       |
| 5.  | «Boys Don't Cry»       | Natalia Kills                                   | 3:36       |
| 6.  | «Bounce»               | Iggy Azalea                                     | 2:46       |
| 7.  | «Sinful Nature»        | Bear in Heaven                                  | 3:30       |
| 8.  | «Think About It»       | Naughty Boy featuring Wiz Khalifa and Ella Eyre | 3:05       |
| 9.  | «Rats»                 | Rainy Milo                                      | 4:32       |
| 10. | «Spiritual»            | Katy Perry                                      | 4:34       |
| 11. | «Crazy»                | Au Revoir Simone                                | 2:57       |
| 12. | «Bela Lugosi's Dead»   | Chvrches                                        | 3:49       |
| 13. | «Felt Mountain»        | Goldfrapp                                       | 4:14       |

## Скасування продовження фільму
На прем'єрі в Лос-Анджелесі сценарист Деніел Вотерс підтвердив, що закінчив перший проект сценарію для продовження «Мороз». Після критичного та фінансового провалу Академії вампірів плани продовження були призупинені. В інтерв'ю радіостанції Марк Вотерс сказав, що продюсери намагаються зняти другий фільм франшизи, використовуючи багаторазово використані гроші та зменшуючи бюджет виробництва. 6 серпня стало відомо, що у них є інвестори, але вони фінансуватимуть фільм лише за умови достатньої підтримки фанів. Кампанія збору коштів на Indiegogo.com була розпочата з метою досягти 1,5 мільйона доларів протягом місяця. Кампанія запропонувала пільги для людей, які пожертвували більше 10 доларів. Пірс Ешворт написав сценарій, зйомки фільму планувалося розпочати на початку 2015 року на основі доступності акторського складу та можливої дати виходу на осінь 2015 року. Вболівальники зібрали 50 000 доларів за перші п'ять годин і 100 000 доларів у перший день. Аукціони eBay для персонажів, таких як форма Академії та сукні Equinox, були проведені наприкінці серпня. Через місяць після початку кампанії вболівальники пожертвували $ 254 500, що становить лише 17 % від цілі в $ 1,5 млн. Вболівальники зібрали з аукціонів та пожертв загальну суму 272 882 долари, отже, не досягнувши мети. Компанія Preger Entertainment скасувала фільм наступного дня.